# Sułoszowa (gromada)
Sułoszowa – dawna gromada, czyli najmniejsza jednostka podziału terytorialnego Polskiej Rzeczypospolitej Ludowej w latach 1954–1972.
Gromady, z gromadzkimi radami narodowymi (GRN) jako organami władzy najniższego stopnia na wsi, funkcjonowały od reformy reorganizującej administrację wiejską przeprowadzonej jesienią 1954 do momentu ich zniesienia z dniem 1 stycznia 1973, tym samym wypierając organizację gminną w latach 1954–1972.
Gromadę Sułoszowa z siedzibą GRN w Sułoszowej utworzono – jako jedną z 8759 gromad na obszarze Polski – w powiecie olkuskim w woj. krakowskim, na mocy uchwały nr 28/IV/54 WRN w Krakowie z dnia 6 października 1954. W skład jednostki weszły obszary dotychczasowych gromad Sułoszowa I (bez przysiółka Podzamcze), Sułoszowa II i Sułoszowa III ze zniesionej gminy Sułoszowa w tymże powiecie. Dla gromady ustalono 27 członków gromadzkiej rady narodowej.
1 stycznia 1958 do gromady Sułoszowa przyłączono przysiółek wsi Wola Kalinowska o nazwie Młyny Piesko-Skalskie (obejmujący gospodarstwa obywateli Wójcik Janiny, Gądek Kazimierza, Gądek Antoniego, Cygankiewicz Stanisława i Gądek Władysława) z sąsiedniej gromady Ojców w tymże powiecie.
31 grudnia 1961 do gromady Sułoszowa przyłączono Kolonię Podzamcze ze wsi Wielmoża w gromadzie Milonki.
1 stycznia 1969 do gromady Sułoszowa przyłączono wieś Wola Kalinowska ze zniesionej gromady Ojców.
Gromada przetrwała do końca 1972 roku, czyli do kolejnej reformy gminnej. 1 stycznia 1973 reaktywowano gminę Sułoszowa.